# Культура гостеприимства в Германии
Культура гостеприимства (нем. Willkommenskultur) — отношение германской общественности, государственных институтов к мигрантам. Это желание, чтобы граждане Германии были гостеприимны к мигрантам и не дискриминировали их по какому-либо признаку. Определение «культура гостеприимства» означает ряд мер, которые люди принимают, основываясь на положительном отношении к мигрантам, чтобы они чувствовали себя комфортно в обществе и смогли скорее освоится в нём.

## Возникновение понятия
Понятие «признания» вошло в употребление во время социально-философских дебатов в 1990-х годах. В результате наблюдений было выявлено, что политические требования в условиях новых социальных движений (феминизм, этнические меньшинства, гомосексуальные или лесбийские субкультуры и т. д.) не направлены главным образом на выравнивание экономического благосостояния, а на уважение культурных особенностей данных общественных групп. С точки зрения миграционно-политического контекста это значит, что признание социо-структурной интеграции мигрантов нацелено на уважение приезжих и их культурных отличий и понимание ценности вклада этой культуры в развитие общества.

## Причины, объясняющие необходимость появления «культуры гостеприимства» в Германии

### Недооценка демографических изменений
По подсчётам Федеральной статистической службы Германии, без притока миграции население Германии сократиться на четверть к 2060 году, причиной этому станет низкий уровень рождаемости. При сохранении нынешних темпов снижения доли экономически активного населения в отношении общей численности населения страны, количество потенциальной рабочей силы сократится с 45 млн до 36 млн человек к 2030 году; к 2050 году доля экономически активного населения в общей численности населения страны снизится до 34,3 %.

### Потенциальная польза от мигрантов
По подсчётам Центра исследований европейской экономики в 2014 году каждый иностранец в Германии отдаёт государству в среднем на 3300 евро больше чем их пособия, эти деньги уходят на оплату налогов и взносов социального страхования. В сумме социальная система ФРГ получает 147,9 млрд евро от ныне живущих в Германии иностранцев.

## Объекты «культуры гостеприимства»
- Немецкие граждане мигрантского происхождения
- Иностранцы с определёнными привилегиями
  - Дипломатические лица и их родственники
  - Образовательные мигранты
  - Мигранты из других стран Европейского Союза
  - Миграция по супружеской визе
  - Рабочие из других стран с разрешением на трудовую деятельность (обладатели «голубых карт»)
  - Лица, имеющие право на получение убежища
  - Беженцы-переселенцы (англ. resettlement refugees)

## Принятые меры

### На федеральном уровне
Власти Германии запустили сайт, с помощью которого иностранцы находящиеся в поиске работы могут получать важную для этого информацию..
С 23 октября 2015 на территории Германии в связи с беспрецедентным притоком беженцев было ужесточено законодательство в отношении мигрантов (принятие пакета документов Asylpaket I). К числу принятых мер причисляются:
- Обязательство пребывать в учреждении для первичного приёма беженцев и переселенцев в течение полугода.
- Запрет на трудовую деятельность в течение полугода
- Выдача социального пособия вещами, а не денежными средствами
- Причисление Албании, Косово и Черногории к списку так называемых «безопасных стран», то есть нелегальные мигранты этих стран не будут считаться беженцами и будут депортированы.
- Предусмотрение сокращения пособия для определённых лиц
- Неоповещение о дате депортации
- Открытие курсов интеграции
- Изменение в распоряжении о трудовой деятельности
- Справедливое распределение между федеральными землями несовершеннолетних мигрантов без сопровождения[4].

В данный момент ведётся разработка второго пакета законов, ужесточающих законодательство в отношении мигрантов.

### На земельном уровне
В Берлине с 2011 года в школах появились «Классы для мигрантов» (Willkommensklassen). В течение года школьники, недавно въехавшие на территорию Германии и знающие немецкий язык либо на минимальном уровне, либо не знающие вовсе, посещают специальные уроки.

### На муниципальном уровне
Задачами муниципальной «культуры гостеприимства» являются:
- Борьба с предрассудками и дискриминацией, равно как и поддержка толерантности и мультикультурализма
- Поддержка встреч местных жителей и мигрантов и готовность предоставить или при возможности создать помещения для таких встреч
- Межкультурное развитие организаций и институтов, равно как и поддержка развития навыков межкультурного общения среди их сотрудников
- Поддержка развития организаций, занимающихся вопросами миграции, и культурных инициатив мигрантов[5].

Многие муниципальные учреждения понимают, что жители могут отреагировать протестами на планы по размещению беженцев в непосредственной близости к ним, поэтому планируют строить жильё для беженцев в новых районах. Тот, кто будет рассматривать вариант проживания там, уже будут осведомлены о том, кто будет их соседями.

## Влияние на общество
Многие граждане Германии добровольно помогают беженцам. В ноябре 2015 года наиболее распространёнными сферами помощи стали: помощь с бюрократической волокитой (49,6 %), уроки немецкого языка (43,7 %), перевод (36,2 %), консультирование по социальным проблемам (34,1 %), обращение в органы власти (32,5 %), поиск жилья (29 %), советы по интеграции (26 %), помощь с перевозками (20,7 %), помощь в учёбе (17,7 %), медицинское обеспечение (11,4 %) и психологическая помощь (10,9 %).
В Дрездене, на родине радикального движения «Пегида», местные жители стараются продемонстрировать свою благосклонность в отношении мигрантов. Однако Фолькер Лёщ, режиссёр государственного драматического театра в Дрездене, считает, что сотни тысяч жителей города не высказываются публично о своём отношении к беженцам, поэтому относительно их реальной позиции можно делать лишь предположения.
В Саксонии-Анхальт, в городе Трёглитц, в прямом и переносном мысле горячей точке активности правых радикалов, жители стараются уверить общественность в том, что и они поддерживают «культуру гостеприимства». Несмотря на то, что имели место поджоги общежития для беженцев, газета «Hannoversche Allgemeine Zeitung» установила, что при сборе граждан, в котором принимало участие 500 человека, аплодисменты в адрес сторонников размещения беженцев заглушали редкие хлопки противников".

## Критика
Критика понятия «культура гостеприимства» касается разных аспектов:
- демонстрация гостеприимства имеет проблематичную коннотацию
- мигрантам обещают больше, чем государство может им дать
- демонстрация гостеприимства неискренна и идеологически обоснована[12].

Многие критики считают, что целью создания запланированных «центров гостеприимства», которые по проекту Европейского союза должны быть сооружены за пределами ЕС (например, в Северной Африке), является отнюдь не желание показать беженцам, что их рады видеть в Европе, а напротив — уменьшение потока мигрантов в Европу.
В городах, где не хватает доступного жилья, возникает конкуренция между различными группами нуждающихся, в частности между беженцами и бездомными. Последние жалуются на ущемление своих интересов и сокращение пособий.
Экономист Дирк Мейер считает, что согласно второму абзацу статьи 16а Конституции ФРГ убежище не может быть предоставлено людям въехавшим на территорию страны из другой страны ЕС. Таким образом все прибывшие мигранты являются нелегальными, поскольку убежища они могут запрашивать лишь у той европейской страны, в которую они изначально прибыли.